# دهلی (کلرادو)
دهلی (به انگلیسی: Delhi) یک منطقهٔ مسکونی در ایالات متحده آمریکا است که در شهرستان لاس انیماس، کلرادو واقع شده‌است. دهلی ۱٬۵۵۰ متر بالاتر از سطح دریا واقع شده‌است.